# Giải của Hiệp hội phê bình phim Chicago cho phim hoạt hình hay nhất

Giải của Hiệp hội phê bình phim Chicago cho phim hoạt hình hay nhất là một giải thưởng hàng năm của Hiệp hội phê bình phim Chicago dành cho phim hoạt hình được bầu chọn là hay nhất. Giải này mới được lập ra từ năm 2007.

## Các phim đoạt giải & được đề cử
| Năm  | Phim                               | Đạo diễn                            |
| ---- | ---------------------------------- | ----------------------------------- |
| 2007 | Ratatouille                        | Brad Bird                           |
| 2007 | Beowulf                            | Robert Zemeckis                     |
| 2007 | Meet the Robinsons                 | Steve Anderson                      |
| 2007 | Persepolis                         | Vincent Paronnaud & Marjane Satrapi |
| 2007 | The Simpsons Movie                 | David Silverman                     |
| 2008 | WALL-E                             | Andrew Stanton                      |
| 2008 | Bolt                               | Byron Howard & Chris Williams       |
| 2008 | Kung Fu Panda                      | Mark Osborne & John Stevenson       |
| 2008 | The Tale of Despereaux             | Sam Fell & Robert Stevenhagen       |
| 2008 | Waltz with Bashir (Vals im Bashir) | Ari Folman                          |